# Bucculatrix ratisbonensis
Bucculatrix ratisbonensis is een vlinder uit de familie ooglapmotten (Bucculatricidae). De wetenschappelijke naam is voor het eerst geldig gepubliceerd in 1861 door Stainton.
De soort komt voor in Europa.